# Orocharis saltator
Orocharis saltator är en insektsart som beskrevs av Philip Reese Uhler 1864. Orocharis saltator ingår i släktet Orocharis och familjen syrsor. Inga underarter finns listade i Catalogue of Life.